# 61-ша фольксгренадерська дивізія (Третій Рейх)
61-ша фольксгренадерська дивізія (Третій Рейх) (нім. 61. Volksgrenadier-Division) — піхотна дивізія народного ополчення (фольксгренадери), що входила до складу вермахту на завершальному етапі Другої світової війни. Дивізія сформована у жовтні 1944 року шляхом переформування 61-ї піхотної дивізії.

## Історія
61-ша фольксгренадерська дивізія була сформована у жовтні 1944 року шляхом переформування 61-ї піхотної дивізії, що зазнала величезних втрат після битви за Нарву та в Курляндському мішку. Залишки цієї дивізії евакуювали до Готенгафена, де за рахунок мобілізованого народного ополчення (фольксгренадерів) її розгорнули до регулярного з'єднання. В листопаді 1944 року 61-шу дивізію включили до складу XXVI армійського корпусу 3-ї танкової армії. Бої в Східній Пруссії. У січні-березні 1945 року вела бойові дії поблизу узбережжя Віслинської затоки, під час яких була фактично повністю розгромлена. Її залишки були остаточно знищені в Гайлігенбайлському мішку, а ті, що вціліли передали 21-ій піхотній дивізії генерал-майора Генріха Геца, що відходила до Кенігсбергу, на доукомлектування.

## Райони бойових дій
- Німеччина (жовтень 1944 — березень 1945)

## Командування

### Командири
- генерал-лейтенант Гюнтер Краппе (нім. Günther Krappe) (жовтень — 11 грудня 1944);
- генерал-майор Рудольф Шперль (нім. Rudolf Sperl) (11 грудня 1944 — 10 квітня 1945).

### Підпорядкованість
| Час      | Корпус                 | Армія | Група армій (округ)  | Штаб          |
| -------- | ---------------------- | ----- | -------------------- | ------------- |
| 1944     |                        |       |                      |               |
| листопад | XXVI ак                | 3 ТА  | Група армій «Центр»  | Гумбіннен     |
| 1945     |                        |       |                      |               |
| січень   | Корпус «Герман Герінг» | 4 А   | Група армій «Центр»  | Гумбіннен     |
| лютий    |                        | 4 А   | Група армій «Північ» | Гайлігенбайль |
| березень | VI ак                  | 4 А   | Група армій «Північ» | Гайлігенбайль |

### Склад
| 1944                                    |
| --------------------------------------- |
| 151-й гренадерський полк                |
| 162-й гренадерський полк                |
| 176-й гренадерський полк                |
| 161-й артилерійський полк               |
| 61-й фузилерний батальйон               |
| 61-й батальйон зв'язку                  |
| 61-ше дивізійне управління забезпечення |

## Нагороджені дивізії
Нагороджені дивізії
|  | Кавалери Нагрудного знаку ближнього бою в золоті                                                           | 3 |
|  | Кавалери Золотого Німецького Хреста                                                                        | 90 |
|  | Кавалери Лицарського хреста Залізного хреста з Дубовим листям                                              | 4 (№ 311 гауптман Ганс-Готтард Пестке — 14.10.1943 № 473 оберфельдфебель Мартин Хрустак — 14.05.1944 № 757 гауптман Траугот Кемпас — 28.02.1945 № 767 майор Бруно Карчевські — 05.03.1945) |
|  | Кавалери Лицарського хреста Залізного хреста                                                               | 43 |
|  | Кавалери Почесної відзнаки Сухопутних військ «Почесна застібка на орденську стрічку для Сухопутних військ» | 18 |

- Нагороджені Сертифікатом Пошани Головнокомандувача Сухопутних військ (5)